# (239) Adrastée
Pour les articles homonymes, voir Adrastée.
(239) Adrastée est un astéroïde de la ceinture principale, entre Mars et Jupiter, découvert le 18 août 1884 par Johann Palisa à Vienne (Autriche). Son nom fait référence à la nymphe mythologique Adrastée. L'astre mesure environ 42 kilomètres de diamètre.